# Guillermo Martínez (escritor)
Guillermo Martínez (Bahía Blanca, provincia de Buenos Aires; 29 de julio de 1962) es un escritor y matemático argentino. En 2019 ganó el Premio Nadal de Novela por Los crímenes de Alicia.

## Carrera
Se crio en su ciudad natal, Bahía Blanca, y allí inició sus estudios universitarios en la Universidad Nacional del Sur donde obtuvo el título de Licenciado en Matemática en 1984, para luego trasladarse a la Universidad de Buenos Aires en la Capital Federal  donde obtuvo el título de Doctor en  Lógica en 1992. Finalmente continuó con estudios posdoctorales en la Universidad de Oxford, Inglaterra.
En 1999 obtuvo una beca de la Fundación Antorchas con la cual residió dos meses en el Banff Centre for the Arts de Canadá. Otras becas obtenidas en los años 2000 y 2001 le brindaron residencias en la colonia de artistas MacDowell, en Estados Unidos. En 2002 participó del programa internacional de escritores de la Universidad de Iowa y dos años más tarde obtuvo una residencia en el castillo Civitella Ranieri en Italia.
Como escritor escribe habitualmente artículos, cuentos y reseñas en los diarios La Nación, Clarín y Página/12 y participa de diversos encuentros de escritores y festivales literarios como el Foro Internacional Literatura y Compromiso en Mollina, Málaga o la Feria Internacional del Libro de Miami. 
Por su producción literaria, ha obtenido diferentes galardones, entre los que destaca el Premio Hispanoamericano de Cuento Gabriel García Márquez en 2014.
Algunos de sus trabajos han sido adaptados al cine, lo que ha dado más difusión a su obra. En 2008 su novela Crímenes imperceptibles fue adaptada por el director español Álex de la Iglesia en la película Los crímenes de Oxford, protagonizada por John Hurt y Elijah Wood. En 2022 su novela La muerte lenta de Luciana B. fue adaptada por el director argentino Sebastián Schindel en la película La ira de Dios, protagonizada por Diego Peretti, Juan Minujín y Macarena Achaga.

## Trayectoria literaria
Su padre, Julio Guillermo Martínez, "ingeniero agrónomo de izquierda, piscicultor, ajedrecista, lector y escritor tan apasionado como despreocupado de si lo escrito se publicaba o no", tuvo una influencia decisiva en la vocación de Guillermo. “Para asegurarse de que no pudiéramos escapar a la lectura, se negó a comprar un televisor durante toda nuestra infancia”, cuenta en el prólogo a Un mito familiar. En esta obra estructuró los relatos inéditos de su padre, fallecido en 2002.
“Los domingos nos reunía a la mañana para leernos un cuento y a continuación debíamos escribir una redacción en un certamen literario de entrecasa. Nos calificaba en cinco ítems: Originalidad, Resolución, Redacción, Prolijidad y Ortografía. El premio era un chocolate y el honor de ser pasados a máquina en su vieja Olivetti de teclas restallantes”, ha escrito Martínez sobre su padre. 
Esto explica que haya comenzado a escribir relatos en la infancia, y con uno creado a los 12 años de edad con el título de Peón cuatro rey ganó su primer premio fuera de casa, en la Universidad Nacional del Sur. Y fue precisamente con relatos que hizo su primer libro, que nunca editó; se titulaba La jungla sin bestias y con él ganó a los 19 años el Premio Nacional Roberto Arlt; y de cuentos fue el primero que publicó, Infierno grande, en 1989, con el que obtuvo el premio del Fondo Nacional de las Artes. Estando ya instalado en Buenos Aires, frecuentó el taller de Liliana Heker, lo que contribuyó a que preparara la obra citada. Su siguiente libro fue una novela, Acerca de Roderer, que salió cuatro años más tarde. Desde entonces ha seguido publicando cuentos y novelas, con éxito de la crítica.

## Obras

### Libros de cuentos
- Infierno grande, Legasa, Argentina, 1989 (España: Destino, 2001), primer premio del Fondo Nacional de las Artes.
- Una felicidad repulsiva , Planeta Argentina, Buenos Aires, 2013

### Novelas
- Acerca de Roderer, Planeta Argentina, Buenos Aires, 1993 (España: Plaza & Janés, 1996 reeditado en 2005 por Destino)
- La mujer del maestro, Planeta Argentina, Buenos Aires, 1998 (España: Destino, 1999)
- Crímenes imperceptibles, Planeta Argentina, Buenos Aires, 2003 (España fue publicada por Destino en 2004 con el título de Los crímenes de Oxford), Premio Planeta Argentina y Premio Mandarache Jóvenes Lectores.
- La muerte lenta de Luciana B., Planeta Argentina, Buenos Aires, 2007 (España: Destino, 2007)
- Yo también tuve una novia bisexual, Planeta Argentina, Buenos Aires, 2011
- Los crímenes de Alicia, Planeta Argentina, Buenos Aires, 2019
- La última vez, Planeta Argentina, Buenos Aires, 2022

### Ensayos
- Borges y la matemática, Universidad de Buenos Aires, 2003 (Seix Barral-Planeta Argentina, 2006; España: Destino, 2007)
- La fórmula de la inmortalidad, Seix Barral-Planeta Argentina, 2005
- Gödel para todos, obra de divulgación científica coescrita con Gustavo Piñeiro; Seix Barral-Planeta Argentina, 2009 (España: Destino, 2010)
- La razón literaria, Seix Barral-Planeta Argentina, 2016
- Once Tesis (y antítesis) sobre la escritura de ficción, Paidós Argentina, 2024

## Premios y reconocimientos
- Primer Premio del Fondo Nacional de las Artes 1989 por Infierno grande
- Premio Planeta Argentina 2003 por Crímenes imperceptibles
- Premio Mandarache 2006 por Crímenes imperceptibles (Cartagena)
- Diploma al Mérito de los Premios Konex 2014 como uno de los 5 mejores novelistas del período 2004-2007 de la Argentina.
- Premio Hispanoamericano de Cuento Gabriel García Márquez por su libro Una felicidad repulsiva
- Premio Nadal de Novela 2019 por Los crímenes de Alicia.